# Acanthocobitis rubidipinnis
Acanthocobitis rubidipinnis är en fiskart som först beskrevs av Blyth, 1860.  Acanthocobitis rubidipinnis ingår i släktet Acanthocobitis och familjen grönlingsfiskar. IUCN kategoriserar arten globalt som livskraftig. Inga underarter finns listade i Catalogue of Life.